# Waverley Park
Waverley Park (poprzednio VFL Park oraz AFL Park) - dawny stadion futbolu australijskiego w Melbourne, Wiktoria, Australia. Przez długi czas był uznawany przez wiktoriańskie kluby AFL/VFL za grunt neutralny, chociaż w latach 90. XX w. został uznany za własny stadion przez kluby Hawthorn oraz St. Kilda. Po zburzeniu funkcje tego stadionu przejął Stadion Docklands.

## Otwarcie stadionu
Decyzja o budownie stadionu Waverley Park (wtedy VFL Park) została podjęta w 1959. W 1962 zakupiono ziemię w Mulgrave. Wybrano tę lokalizację ze względu na znaczny rozwój miasta Melbourne w kierunku południowo-wschodnim oraz dogodną lokalizację ważnej autostrady miejskiej (Monash Freeway) co miało spowodować, że Mulgrave stanie się demograficznym centrum Melbourne.
Władze VFL zabiegały bezskutecznie u rządu stanowego o budowę linii kolejowej do stadionu.
Budowę rozpoczęto w 1960 r, a inauguracja stadionu miała miejsce 8 kwietnia 1970 r. (mecz ligi VFL między klubami Fitzroy i Geelong).
Według pierwotnych planów stadion miał mieścić do 157 tysięcy widzów, co uczyniłoby go jednym z największych stadionów świata. Jednak druga część budowy nie została nigdy ukończona i stadion mieścił „tylko” 78 tysięcy widzów.

## Znaczące wydarzenia
- W sezonie 1973 42 610 wiczów oglądało pierwszy mecz międzystanowy (między Wiktorią a Australią Zachodnią)
- W 1977 r. odbył się pierwszy nocny mecz na stadionie w ramach Pucharu Amco-Herald (obecnie NAB Cup) między Fitzroy a North Melbourne.
- Rekordowa frekwencja miała miejsce w 1981 (w święto urodzin Królowej), kiedy mecz Collingwood vs Hawthorn oglądało 92 935 widzów.
- Jedyny w historii Wielki Finał AFL na Waverley Park odbył się w 1991 r. z powodu renowacji stadionu MCG. Hawthorn pokonało West Coast Eagles 53 punktami.
- Ostatni oficjalny mecz AFL między Hawthorn i Sydney miał miejsce w 1999 r. (72 130 widzów).
- Ostatnim meczem futbolu australijskiego na stadionie był Wielki Finał stanowej ligi VFL w roku 2000.

## Zamknięcie stadionu
Powodów zamknięcia stadionu było kilka. Przede wszystkim okazało się, że niedogodna jest lokalizacja z daleka od centrum miasta Melbourne (ok. 26km) oraz brak połączenia kolejki miejskiej ze stadionem. Ogromna płyta boiska również okazała się wadą, ponieważ widzowie czuli się zbyt oddaleni od gry. 

Od 2002 r. stadion zaczęto burzyć. Zachowana została główna trybuna (jako pamiątka) oraz boisko o zminiejszonych rozmiarach (równych rozmiarom MCG) używane jako treningowe przez klub Hawthorn.

Parking wokół stadionu został zamieniony na dzielnicę mieszkalną (podzielony na 1 400 działek i zamieszkany przez 3 500 ludzi).